# Bad Girls (álbum de Donna Summer)
Bad Girls -En español: Chicas malas- es el séptimo álbum de estudio de la cantante estadounidense de disco Donna Summer, publicado el 25 de abril de 1979, por la compañía discográfica Casablanca Records. 
Para renovar el sonido disco de Donna Summer y extenderlo con eficacia a una poderosa combinación de soul y rock, los productores de la cantante hasta la fecha, el italiano Giorgio Moroder y el inglés Pete Bellotte, se dirigieron al arreglista alemán Harold Faltermeyer, que también tocó los teclados principales a lado de la óptima pareja de batería y bajo que ya venían de los anteriores álbumes, el inglés Keith Forsey y el americano Bob Glaub. La decisión se reveló acertada, ya que terminó siendo el trabajo más exitoso de la carrera de Donna Summer, recibiendo doble certificación de platino en Estados Unidos, y vendiendo alrededor de 9 millones de ejemplares en el mundo, además de ser críticamente aclamado.
Del álbum se desprenden los éxitos Hot Stuff y Bad Girls, y otros sencillos como Dim All the Lights, Sunset People, Our Love y Walk Away.
Se cita a menudo este álbum como uno de los mejores trabajos de la historia de la música disco. La revista Rolling Stone ubicó al disco en el puesto 23 de su lista musical del 2012 Women Who Rock: The 50 Greatest Albums of All Time, y el crítico Rob Sheffield afirmó al respecto:

"The late great Queen of Disco pulls out all the stops for an album that sums up Seventies radio, from ladies-choice smooch jams to filthy funk."

## Antecedentes
Tras la publicación de su álbum Love to Love You Baby en 1975,  en el que publicó temas con letras eróticas, la prensa otorgó a Summer el apodo de «Primera Dama del amor». La compañía discográfica insistía en que la cantante conservara la imagen de mujer desinhibida y audaz, a pesar de que esta se mostró incómoda con ella.  
Entretanto, los productores emplearon los sintetizadores para intensificar los sonidos electrónicos en las dos primeras pistas: «Hot Stuff» y «Bad Girls», las que más tarde fueron editadas como sencillos.

## Publicación y recepción
Luego de su publicación, Bad Girls tuvo notable éxito comercial. Alcanzó el número uno en el listado Billboard 200 de los discos más vendidos en Estados Unidos, permaneciendo en la cima durante varias semanas. Mientras que la Asociación de Industria Discográfica de Estados Unidos le otorgó doble certificación de platino, al vender más de dos millones de ejemplares en el país. Hasta la fecha, se estima que se han comercializado alrededor de cuatro millones de unidades de Bad Girls en el mundo, siendo el álbum más exitoso de la cantante. 
La repercusión de los sencillos fue igualmente exitosa. Los dos primeros: «Hot Stuff» y «Bad Girls», alcanzaron el número uno en el listado Hot 100 de la revista Billboard, vendiendo cada uno alrededor de un millón de copias en el país. Mientras que el tercer sencillo editado «Dim All the Lights», alcanzó el segundo lugar en el listado y vendió alrededor de quinientas mil unidades en el país. 
Por otro lado, Bad Girls recibió reseñas favorables por parte de los críticos de música. Summer obtuvo cinco nominaciones a los premios Grammy de 1980, en las categorías: Álbum del año por Bad Girls, Mejor interpretación femenina de pop y Mejor grabación disco por «Bad Girls», Mejor interpretación femenina de R&B por «Dim All the Lights» y Mejor interpretación femenina de rock por «Hot Stuff». No obstante, ganó sólo este último galardón.

## Lista de canciones

### Lado uno
| N.º | Título                      | Escritor(es)                                                    | Duración |  |
| 1.  | «Hot Stuff»                 | Harold Faltermeyer, Keith Forsey, Pete Bellotte                 | 5.14     |  |
| 2.  | «Bad Girls»                 | Bruce Sudano, Donna Summer, Eddie Hokenson, Joe "Bean" Esposito | 4:55     |  |
| 3.  | «Love Will Always Find You» | Giorgio Moroder, Pete Bellotte                                  | 3:59     |  |
| 4.  | «Walk Away»                 | Harold Faltermeyer, Pete Bellotte                               | 4.29     |  |

### Lado dos
| N.º | Título                                | Escritor(es)                      | Duración |  |
| 5.  | «Dim All the Lights»                  | Donna Summer                      | 4:40     |  |
| 6.  | «Journey to the Center of Your Heart» | Giorgio Moroder, Pete Bellotte    | 4:36     |  |
| 7.  | «One Night in a Lifetime»             | Harold Faltermeyer, Pete Bellotte | 4:12     |  |
| 8.  | «Can't Get to Sleep At Night»         | Bob Conti, Bruce Sudano           | 4:42     |  |

### Lado tres
| N.º | Título                       | Escritor(es)                                   | Duración |  |
| 9.  | «On My Honor»                | Donna Summer, Harold Faltermeyer, Bruce Sudano | 3:32     |  |
| 10. | «There Will Always Be a You» | Donna Summer                                   | 5:07     |  |
| 11. | «All Through the Night»      | Bruce Roberts, Donna Summer                    | 6:06     |  |
| 12. | «My Baby Understands»        | Donna Summer                                   | 3:58     |  |

### Lado cuatro
| N.º | Título          | Escritor(es)                                                                      | Duración |  |
| 13. | «Our Love»      | Giorgio Moroder, Donna Summer                                                     | 4:52     |  |
| 14. | «Lucky»         | Giorgio Moroder, Bruce Sudano, Donna Summer, Eddie Hokenson, Joe "Bean" Esposito* | 4:37     |  |
| 15. | «Sunset People» | Harold Faltermeyer, Keith Forsey, Pete Bellotte                                   | 6:27     |  |